# 이영희 (1931년)
이영희(李寧熙, 1931년 12월 16일 ~ 2021년 4월 25일)은 대한민국의 작가, 언론인, 정치인이다. 호는 원청(遠靑).

## 생애
본명은 이명자(李明子)이다.
1955년에 한국일보에서 주최한 신춘문예에 당선됐다. 1972년 동화 《별님을 사랑한 이야기》로 소천문학상을, 1979년에는 《꽃농사 꿈농사》로 제1회 대한민국 아동문학상 문화공보부장관상을 받았다.
1981년 제11대 총선에 민주정의당 전국구로 출마해 제11대 국회의원을 지냈다.

## 저서
1989년 일본에서 만요슈가 한국어로 쓰여졌다는 주장이 담긴 책 《또 하나의 만요슈(もう一つの万葉集)》를, 1998년에는 도슈사이 샤라쿠가 김홍도였다는 주장이 담긴 책 《또 한 명의 샤라쿠(もうひとりの写楽)》를 출판했다.

## 약력
- 이화여자대학교 영문과 졸업
- 한국일보 문화부장, 논설위원
- 한국여기자클럽 회장
- 한국여성문학인회 회장
- 포스코 인재개발원 교수

## 역대 선거 결과
| 실시년도 | 선거  | 대수 | 직책     | 선거구 | 정당       | 득표수      | 득표율         | 순위        | 당락 | 비고 |
| -------- | ----- | ---- | -------- | ------ | ---------- | ----------- | -------------- | ----------- | ---- | ---- |
| 1981년   | 총선  | 11대 | 국회의원 | 전국구 | 민주정의당 | 5,776,624표 | \| \| 35.6% \| | 전국구 48번 |      | 초선 |
|          | 35.6% |      |          |        |            |             |                |             |      |      |